# جون موردوك
جون موردوك (بالإنجليزية: John Murdock)‏ هو قسيس أمريكي، ولد في 15 يوليو 1792، وتوفي في 23 ديسمبر 1871.